# Biblica

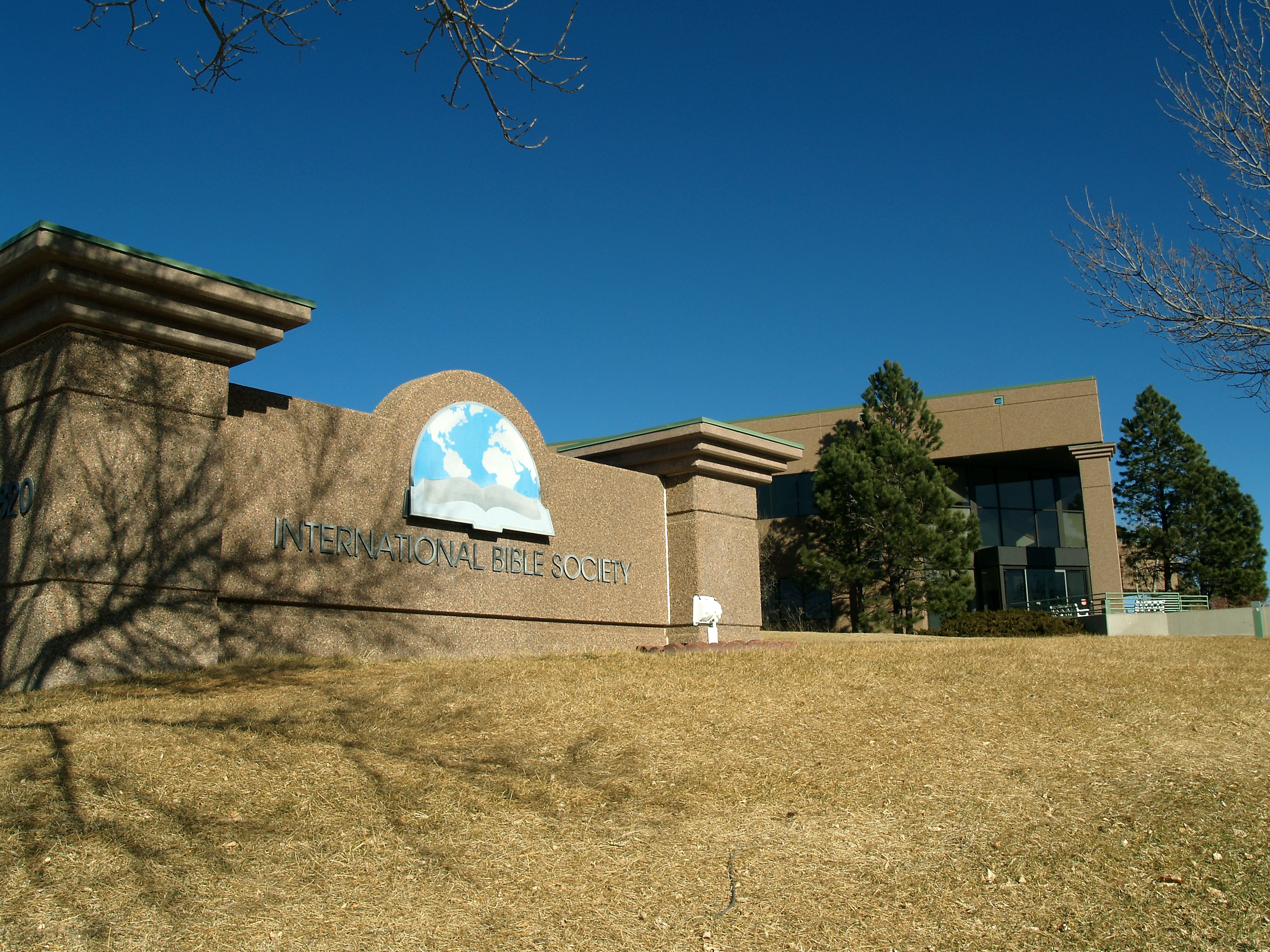
Biblica-Hauptquartier in Colorado Springs.

Biblica, früher International Bible Society (IBS), ist eine Bibel- und Missionsgesellschaft.

## Geschichte
Die International Bible Society wurde 1809 in New York City gegründet. 2007 fusionierte sie mit der Literaturmission Send the Light zu IBS-STL Global. Im Juli 2009 erfolgte die Umbenennung in Biblica.
Von 1831 an wurden Bibeln in Gefängnissen, Krankenhäusern und Hotels weitergegeben. Nach 1892 erhielt jeder US-Einwanderer auf Ellis Island ein Neues Testament in seiner Sprache. Ein Ziel von Biblica ist es, den Bibeltext in eine leicht verständliche Alltagssprache zu übersetzen, ohne dabei den Inhalt zu verfälschen.
In Deutschland war die IBS bis 2009 als Internationale Bibelgesellschaft Deutschland vertreten. Mitte Mai 2009 wurden deren Tätigkeiten aus wirtschaftlichen Gründen eingestellt und der Sitz in Schorndorf, Baden-Württemberg, wurde geschlossen. In reduziertem Umfang werden die Aktivitäten von Biblica seit Anfang Juni 2009 von der Agentur PJI weitergeführt. Das Neue Testament „Das lebendige Buch“ in der eigenen Übersetzung „Hoffnung für alle“ wurde bis zu diesem Zeitpunkt in Deutschland über eine Million Mal verteilt.
In Europa ist Biblica in Schweden, Großbritannien und den Niederlanden noch mit eigenen Landesbüros vertreten. Die europäische Leitung hat Graham Sopp. Biblica ist mit 25 Bibelübersetzungen in 19 Sprachen am Online-Bibelangebot bibleserver.com beteiligt.